# Україна на Чемпіонаті Європи з легкої атлетики 2022
Україна на Чемпіонаті Європи з легкої атлетики 2022, що пройшов з 15 по 21 серпня у Мюнхені, була представлена у 26 (з 50) дисциплін програми чемпіонату командою у складі 54 спортсменів (28 чоловіків та 26 жінок).

## Призери
| Дисципліна                    | Призер                   | Медаль | Дата      |
| ----------------------------- | ------------------------ | ------ | --------- |
| Потрійний стрибок             | Марина Бех-Романчук (Хм) | 1      | 19 серпня |
| Стрибки у висоту              | Ярослава Магучіх (Днп)   | 1      | 21 серпня |
| Біг на 400 метрів з бар'єрами | Вікторія Ткачук (Днц)    | 2      | 19 серпня |
| Стрибки у висоту              | Андрій Проценко (Хрс)    | 3      | 18 серпня |
| Біг на 400 метрів з бар'єрами | Анна Рижикова (Днп)      | 3      | 19 серпня |

## Результати

### Чоловіки

#### Бігові дисципліни
| біг на 400 метрів     | Данило Даниленко (Вл) | 46,48 | 46,39 SB   | 23 | До наступних раундів не потрапив |                        |
| естафета 4×100 метрів | Сергій Смелик (Днц) Станіслав Коваленко (Днп) Кирило Приходько (Днц) Андрій Васильєв (Зп) Ерік Костриця (Вл) (запасний) Олександр Сосновенко (Днц) (запасний) | —     | 39,62 SB   | 13 |                                  | До фіналу не потрапили |
| естафета 4×400 метрів | Олексій Поздняков (Днц) Данило Даниленко (Вл) Олександр Погорілко (См) Микита Барабанов (Зп) Дмитро Романюк (Рв) (запасний)                                   | —     | 3.04,15 SB | 12 | До фіналу не потрапили           |                        |

#### Шосейні дисципліні
| Дисципліна                 | Атлетка            | SB перед чемпіонатом | Результат  | Результат |
| Час                        | Місце              |                      |            |           |
| -------------------------- | ------------------ | -------------------- | ---------- | --------- |
| Марафонський біг           | Ігор Гелетій (ІФ)  | —                    | 2:26.33 SB | 59        |
| Віталій Шафар (Вл)         | 2:19:33            | 2:22.24              | 53         |           |
| Спортивна ходьба на 20 км  | Іван Лосев (Кв)    | —                    | 1:27.10 SB | 18        |
| Сергій Світличний (См)     | —                  | 1:28.51 SB           | 22         |           |
| Віктор Шумік (Вл)          | —                  | 1:25.51 SB           | 15         |           |
| Спортивна ходьба на 35 км  | Іван Банзерук (Вл) | —                    | 2:39.34 SB | 13        |
| Мар'ян Закальницький (Днц) | —                  | 2:39.06 SB           | 11         |           |
| Антон Радько (См)          | —                  | 2:43.10 SB           | 15         |           |

#### Технічні дисципліни
| Дисципліна            | Атлет                   | SB перед чемпіонатом | Кваліфікація | Кваліфікація | Фінал                 | Фінал |
| Результат             | Місце                   | Результат            | Місце        |              |                       |       |
| --------------------- | ----------------------- | -------------------- | ------------ | ------------ | --------------------- | ----- |
| Стрибки у висоту      | Богдан Бондаренко (Хрк) | 2,24                 | 2,17         | 14           | До фіналу не потрапив |       |
| Олег Дорощук (Крв)    | 2,25                    | 2,21                 | 10 q         | 2,23         | 4                     |       |
| Андрій Проценко (Хрс) | 2,33                    | 2,21                 | 8 q          | 2,27         | 3                     |       |
| Штовхання ядра        | Роман Кокошко (Од)      | 21,23                | 19,86        | 13           | До фіналу не потрапив |       |
| Метання диска         | Микита Нестеренко (Днп) | 64,68                | 57,59        | 23           | До фіналу не потрапив |       |
| Метання молота        | Михайло Гаврилюк (ІФ)   | 77,02                | 71,44        | 17           | До фіналу не потрапив |       |
| Михайло Кохан (Днп)   | 78,83                   | 77,85 Q              | 3            | 78,48        | 5                     |       |
| Метання списа         | Артур Фельфнер (Кв)     | 84,32                | 76,06        | 15           | До фіналу не потрапив |       |

### Жінки

#### Бігові дисципліни
| Дисципліна                    | Атлет                  | SB перед чемпіонатом | Забіг      | Забіг                             | Півфінал                          | Півфінал | Фінал                  | Фінал |
| Час                           | Місце                  | Час                  | Місце      | Час                               | Місце                             |          |                        |       |
| ----------------------------- | ---------------------- | -------------------- | ---------- | --------------------------------- | --------------------------------- | -------- | ---------------------- | ----- |
| біг на 800 метрів             | Наталія Кроль (Рв)     | 2.03,56              | 2.00,89 SB | 1 Q                               | 2.01,84                           | 13       | До фіналу не потрапила |       |
| Ольга Ляхова (Пл)             | 2.00,39                | 2.02,91              | 13         | До наступних раундів не потрапила |                                   |          |                        |       |
| біг на 10000 метрів           | Валерія Зіненко (Днц)  | 32.07,28             |            | 31.55,60 PB                       | 7                                 |          |                        |       |
| біг на 100 метрів з бар'єрами | Ганна Плотіцина (Кв)   | 13,20                | 13,66      | 20                                | До наступних раундів не потрапила |          |                        |       |
| біг на 400 метрів з бар'єрами | Анна Рижикова (Днп)    | 54,50                |            | 54,25 SB                          | 2 Q                               | 54,86    | 3                      |       |
| Вікторія Ткачук (Днц)         | 54,24                  |                      | 54,65      | 4 Q                               | 54,30                             | 2        |                        |       |
| біг на 3000 м з перешкодами   | Наталія Стребкова (Тр) | 9.25,75 NR           | 9.47,35    | 14 q                              |                                   | 9.37,52  | 9                      |       |

#### Шосейні дисципліни
| Дисципліна                | Атлетка              | SB перед чемпіонатом | Результат  | Результат |
| Час                       | Місце                |                      |            |           |
| ------------------------- | -------------------- | -------------------- | ---------- | --------- |
| Марафонський біг          | Тетяна Гамера (Кв)   | —                    | 2:37.28 SB | 27        |
| Вікторія Калюжна (Днц)    | —                    | DNF                  | DNF        |           |
| Марина Немченко (Днц)     | —                    | 2:53.13 SB           | 51         |           |
| Євгенія Прокоф'єва (Квм)  | —                    | DNF                  | DNF        |           |
| Спортивна ходьба на 20 км | Ганна Шевчук (ІФ)    | 1:31.42              | DSQ        | DSQ       |
| Людмила Оляновська (Кв)   | —                    | 1:29.46 SB           | 4          |           |
| Олена Собчук (Вл)         | 1:30.59              | 1:32.07              | 9          |           |
| Спортивна ходьба на 35 км | Надія Боровська (Вл) | —                    | DNS        | DNS       |
| Тамара Гаврилюк (Жт)      | —                    | 3:21.01 SB           | 18         |           |
| Інна Лосева (Кв)          | —                    | 2:57.55 SB           | 8          |           |

#### Технічні дисципліни
| Дисципліна             | Атлетка                  | SB перед чемпіонатом | Кваліфікація | Кваліфікація           | Фінал                  | Фінал |
| Результат              | Місце                    | Результат            | Місце        |                        |                        |       |
| ---------------------- | ------------------------ | -------------------- | ------------ | ---------------------- | ---------------------- | ----- |
| Стрибки у висоту       | Юлія Левченко (Квм)      | 1,95                 | 1,87         | 13 q                   | 1,86                   | 9     |
| Ярослава Магучіх (Днп) | 2,03                     | 1,87                 | 7 q          | 1,95                   | 1                      |       |
| Ірина Геращенко (Квм)  | 2,00                     | 1,87                 | 7 q          | 1,93                   | 5                      |       |
| Стрибки з жердиною     | Яна Гладійчук (Квм)      | 4,50                 | 4,25         | 18                     | До фіналу не потрапила |       |
| Марина Килипко (Хрк)   | 4,45                     | 4,25                 | 22           | До фіналу не потрапила |                        |       |
| Стрибки у довжину      | Марина Бех-Романчук (Хм) | 6,86                 | 6,87 SB      | 2 Q                    | 6,76                   | 4     |
| Потрійний стрибок      | 14,73                    | 14,36                | 3 q          | 15,02 PB EL            | 1                      |       |
| Метання молота         | Ірина Климець (Вл)       | 70,41                | 67,87        | 10 q                   | 69,18                  | 6     |
| Метання списа          | Ганна Гацько (Квм)       | 57,93                | 57,39        | 13                     | До фіналу не потрапила |       |

#### Багатоборство
| Дисципліна  | Атлетка          |           | 100б  | СуВ     | ШтЯ   | 200 м | СуД     | МСп   | 800 м   | Сума очок | Місце |
| ----------- | ---------------- | --------- | ----- | ------- | ----- | ----- | ------- | ----- | ------- | --------- | ----- |
| Семиборство | Юлія Лобан (Чрн) | Результат | 14,36 | 1,74 SB | 13,99 | 25,68 | 6,00 PB | 44,77 | 2.22,62 | 5846      | 12    |
| Семиборство | Юлія Лобан (Чрн) | Очки      | 928   | 903     | 793   | 825   | 850     | 759   | 788     | 5846      | 12    |
| Семиборство | Юлія Лобан (Чрн) | Місце     | 20    | 16      | 8     | 17    | 11      | 7     | 13      | 5846      | 12    |

### Прес-матеріали Федерації легкої атлетики України
- День 1:
  - Роман Кокошко: «Є три найприкріші місця, і я посів одне з них». Федерація легкої атлетики України. Архів оригіналу за 15 серпня 2022. Процитовано 15 серпня 2022.
  - Жіночий марафон. Жіночі сльози. Жіноче щастя. Федерація легкої атлетики України. Архів оригіналу за 16 серпня 2022. Процитовано 16 серпня 2022.
  - Віталій Шафар: «Намахаєшся вилами, натаскаєшся сіна, а потім виходиш і біжиш…». Федерація легкої атлетики України. Архів оригіналу за 16 серпня 2022. Процитовано 16 серпня 2022.
  - Марина Килипко і Яна Гладійчук – про виступ у кваліфікації чемпіонату Європи. Федерація легкої атлетики України. Архів оригіналу за 16 серпня 2022. Процитовано 16 серпня 2022.
  - Валерія Зіненко: «Я також не промах!». Федерація легкої атлетики України. Архів оригіналу за 16 серпня 2022. Процитовано 16 серпня 2022.
  - Данило Даниленко – про SB з бігу на 400 метрів, результати суперників та війну. Федерація легкої атлетики України. Архів оригіналу за 16 серпня 2022. Процитовано 16 серпня 2022.
- День 2:
  - Марина Бех-Романчук виходить до фіналу стрибків у довжину на чемпіонаті Європи. Федерація легкої атлетики України. Архів оригіналу за 16 серпня 2022. Процитовано 16 серпня 2022.
  - Ірина Климець долає кваліфікацію жіночого метання молота на чемпіонаті Європи. Федерація легкої атлетики України. Архів оригіналу за 16 серпня 2022. Процитовано 16 серпня 2022.
  - Спортивна ходьба, 35 км: повернення Інни Лосевої і підготовка під ракетами Тамари Гаврилюк. Федерація легкої атлетики України. Архів оригіналу за 16 серпня 2022. Процитовано 16 серпня 2022.
  - Андрій Проценко та Олег Дорощук серед тринадцяти фіналістів чоловічих стрибків у висоту на чемпіонаті Європи. Федерація легкої атлетики України. Архів оригіналу за 16 серпня 2022. Процитовано 16 серпня 2022.
  - Мар’ян Закальницький – про виступ на чемпіонаті Європи та роботу з новим тренером. Федерація легкої атлетики України. Архів оригіналу за 17 серпня 2022. Процитовано 17 серпня 2022.
  - Антон Радько: «Тричі ходили з батьком, щоб нас взяли воювати, але нам відмовили». Федерація легкої атлетики України. Архів оригіналу за 17 серпня 2022. Процитовано 17 серпня 2022.
  - Іван Банзерук: «Завданням було потрапити у першу вісімку або бодай десятку». Федерація легкої атлетики України. Архів оригіналу за 17 серпня 2022. Процитовано 17 серпня 2022.
  - Богдан Бондаренко: «Складнощі є, але всі їх можна подолати». Федерація легкої атлетики України. Архів оригіналу за 17 серпня 2022. Процитовано 17 серпня 2022.
- День 3:
  - Михайло Гаврилюк: «71.14м – не те, за чим я їхав на чемпіонат Європи». Федерація легкої атлетики України. Архів оригіналу за 17 серпня 2022. Процитовано 17 серпня 2022.
  - Михайло Кохан у фіналі чемпіонату Європи з метання молота. Федерація легкої атлетики України. Архів оригіналу за 17 серпня 2022. Процитовано 17 серпня 2022.
  - Марина Бех-Романчук: «Ніщо не додає стільки позитиву, настрою та енергії, як щастя рідних людей». Федерація легкої атлетики України. Архів оригіналу за 17 серпня 2022. Процитовано 17 серпня 2022.
  - Микита Нестеренко: «Сам себе задавив». Федерація легкої атлетики України. Архів оригіналу за 17 серпня 2022. Процитовано 17 серпня 2022.
  - Юлія Лобан: «З душевним болем впоратися важче, аніж з травмою». Федерація легкої атлетики України. Процитовано 18 серпня 2022.
  - Ірина Климець: «Мені подобається показувати світові, що я – українка!». Федерація легкої атлетики України. Архів оригіналу за 18 серпня 2022. Процитовано 18 серпня 2022.
- День 4:
  - Наталія Стребкова – про перше коло з бігу на 3000 метрів з перешкодами на чемпіонаті Європи. Федерація легкої атлетики України. Архів оригіналу за 18 серпня 2022. Процитовано 18 серпня 2022.
  - Ганна Гацько: «Наступного року фінал чемпіонату світу нарешті має бути наш». Федерація легкої атлетики України. Архів оригіналу за 18 серпня 2022. Процитовано 18 серпня 2022.
  - Наталія Кроль: «Настанови тренера виконала». Федерація легкої атлетики України. Архів оригіналу за 18 серпня 2022. Процитовано 18 серпня 2022.
  - Анна Рижикова: «Якщо не вірити у свою перемогу, то виходити на доріжку немає жодного сенсу». Федерація легкої атлетики України. Архів оригіналу за 18 серпня 2022. Процитовано 18 серпня 2022.
  - Вікторія Ткачук: «Я навіть не сумнівалася, що боротьба за фінал буде саме такою». Федерація легкої атлетики України. Архів оригіналу за 18 серпня 2022. Процитовано 18 серпня 2022.
  - Ольга Ляхова: «Боляче, коли атлети вкладають останні заощадження в поїздку на чемпіонат Європи, а диванні експерти так поливають нас брудом». Федерація легкої атлетики України. Архів оригіналу за 18 серпня 2022. Процитовано 18 серпня 2022.
  - Марина Бех-Романчук: «Я розраховувала на те, що боротимуся з дівчатами на рівних». Федерація легкої атлетики України. Архів оригіналу за 19 серпня 2022. Процитовано 19 серпня 2022.
  - Юлія Лобан: «У мене неймовірний простір для зростання». Федерація легкої атлетики України. Архів оригіналу за 19 серпня 2022. Процитовано 19 серпня 2022.
  - Андрій Проценко: «Хотів виграти медаль також для Каті Табашник». Федерація легкої атлетики України. Архів оригіналу за 19 серпня 2022. Процитовано 19 серпня 2022.
  - Михайло Кохан: «П’яте місце з метання молота в 21 рік це дуже круто, але це не те, чого я хотів». Федерація легкої атлетики України. Архів оригіналу за 19 серпня 2022. Процитовано 19 серпня 2022.
- День 5:
  - Чоловіча естафета 4х100м: «Ми повинні довіряти самим собі». Федерація легкої атлетики України. Процитовано 19 серпня 2022.
  - Артур Фельфнер: «На початку сезону не повірив би, що буду метати на чемпіонаті Європи». Федерація легкої атлетики України. Архів оригіналу за 19 серпня 2022. Процитовано 19 серпня 2022.
  - Магучіх, Геращенко та Левченко виходять до фіналу жіночих стрибків у висоту на чемпіонаті Європи. Федерація легкої атлетики України. Архів оригіналу за 19 серпня 2022. Процитовано 19 серпня 2022.
  - Чоловіча естафетна команда 4х400 метрів: «Виступ нашої команди ми б хотіли присвятити Каті Табашник». Федерація легкої атлетики України. Архів оригіналу за 19 серпня 2022. Процитовано 19 серпня 2022.
  - Наталія Кроль не захистить свій титул чемпіонки Європи. Федерація легкої атлетики України. Архів оригіналу за 19 серпня 2022. Процитовано 19 серпня 2022.
  - Марина Бех-Романчук: «Я працюю не задля історії, а задля реалізації самої себе». Федерація легкої атлетики України. Архів оригіналу за 20 серпня 2022. Процитовано 20 серпня 2022.
  - Двоє на п’єдесталі, або сльози радості Вікторії Ткачук і Анни Рижикової. Федерація легкої атлетики України. Архів оригіналу за 20 серпня 2022. Процитовано 20 серпня 2022.
- День 6:
  - «Я собі цього ніколи не пробачу», або дерев’яна медаль і дискваліфікація на жіночій 20-ці зі спортивної ходьби. Федерація легкої атлетики України. Архів оригіналу за 20 серпня 2022. Процитовано 20 серпня 2022.
  - Анна Плотіцина: «Є лише доріжка, сто метрів і десять бар’єрів попереду». Федерація легкої атлетики України. Архів оригіналу за 21 серпня 2022. Процитовано 21 серпня 2022.
  - Наталія Стребкова – про виступ у фіналі чемпіонату Європи. Федерація легкої атлетики України. Архів оригіналу за 21 серпня 2022. Процитовано 21 серпня 2022.
  - Українські скороходи про виступ на чемпіонаті Європи. Федерація легкої атлетики України. Архів оригіналу за 21 серпня 2022. Процитовано 21 серпня 2022.
- День 7:
  - Ярослава Магучіх: «Ця медаль для всієї України, наших захисників і Каті Табашник». Федерація легкої атлетики України. Архів оригіналу за 22 серпня 2022. Процитовано 22 серпня 2022.
  - Ірина Геращенко і Юлія Левченко – про фінал зі стрибків у висот. Федерація легкої атлетики України. Процитовано 23 серпня 2022.